# جورجو گورلا
جورجو گورلا (انگلیسی: Giorgio Gorla؛ زادهٔ ۷ اوت ۱۹۴۴) قایقران، و قایقران قایق بادبانی اهل ایتالیا است.